# Alejandro de Pablo Pérez
Alejandro de Pablo Pérez (Madrid, 26 de juny de 1980) és un director de fotografia i operador de càmera espanyol. Es va formar a l'Escola de Cinematografia i de l'Audiovisual de la Comunitat de Madrid (ECAM)

## Filmografia
| Año  | Largometraje         |
| ---- | -------------------- |
| 2013 | Stockholm            |
| 2016 | Que Dios nos perdone |
| 2017 | Madre (curtmetratge) |
| 2018 | El reino             |
| 2019 | Madre (pel·lícula)   |

## Premis
- Nominació Cercle d'Escriptors Cinematogràfics a la millor fotografia per Stockholm (2013)[2] i El reino (2018).[3]
- Guanyador del Roel al Festival de Cinema de Medina del Campo a la millor fotografia per Madre (curtmetratge) (2017).
- Nominació Goya a la millor fotografia per El reino (2019).[4]
- Guanyador del Goya a la millor fotografia per As bestas[5]